# ThinkPad
ThinkPad是一个筆記型電腦的品牌，此品牌的攜帶式電腦在2005年以前是由IBM的PC事业部所设计、製作并销售。在2005年之后，由于联想收购IBM的PC事业部，ThinkPad商标便歸联想所有，ThinkPad品牌的计算机改由联想公司制造与销售。
ThinkPad是唯一被国际太空站认可使用的笔记本电脑品牌。

## 历史

### 名字
“ThinkPad”这个名称的灵感来自IBM的便笺簿。每一位IBM的雇员或到IBM訓練中心受訓的人，都会拿到一本便笺簿（“便笺簿”英文为“pad”），上面印着企业的座右铭“THINK”（Think精神来源于IBM公司创始人之一、精神领袖托马斯·J·沃森）。當時擁有IBM 「Think」便笺簿的IBM員工Denny Wainwright提議使用「ThinkPad」為產品名，但被IBM公司的命名委員反對，因為當時的IBM電腦皆使用數字命名，而後因為記者和大眾的讚揚而留下。

### 早期产品
IBM在1992年10月5日发布ThinkPad产品，其中就包括ThinkPad 700。最初的ThinkPad并没有键盘，理应属于平板电脑的范畴。它装配有黑白液晶显示屏、替代硬盘驱动器的40 MB闪存、基于Go的PenPoint OS操作系统和IBM研发的笔迹识别系统。IBM随后又发布了预装Microsoft Windows 3.1且带有键盘的ThinkPad，售价US$4,350，重3千克（6.5l磅），尺寸是2.2×11.7 ×8.3英寸（56×297×210毫米）。它还装配了当时最大的10.4英寸（264毫米）液晶显示屏，25 MHz 386SX中央处理器，120 MB硬盘驱动器还有一个带有TrackPoint指点杆的键盘。红色TrackPoint被安装在键盘上，不須滑鼠而能够在飞机客舱托架上使用便携式电脑，小红点也成为了ThinkPad品牌Logo的一部分。

### 產品设计

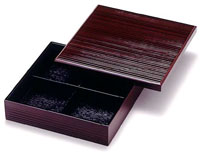
ThinkPad的设计灵感来自传统的日本饭盒

ThinkPad最初的设计工作是由意大利設計師Richard Sapper和山崎和彦（IBM位于日本神奈川县大和市的設計中心主管）共同承担。ThinkPad纯黑色外观的灵感来自日本传统的一种漆器饭盒松花堂便當，它通体黑色且常用来装午饭。
ThinkPad自问世以来一直保持着黑色的经典外观（因此被称为「小黑」）其对技术有着自己独到的见解，如TrackPoint（第三代笔记本电脑鼠标-指点杆，由于使用红色而被称为“小红帽”）、ThinkLight（键盘灯，自2012年起逐渐被背光键盘所替代）、全尺寸键盘和APS（Active Protection System，硬盘主动保护系统）。

## 图集

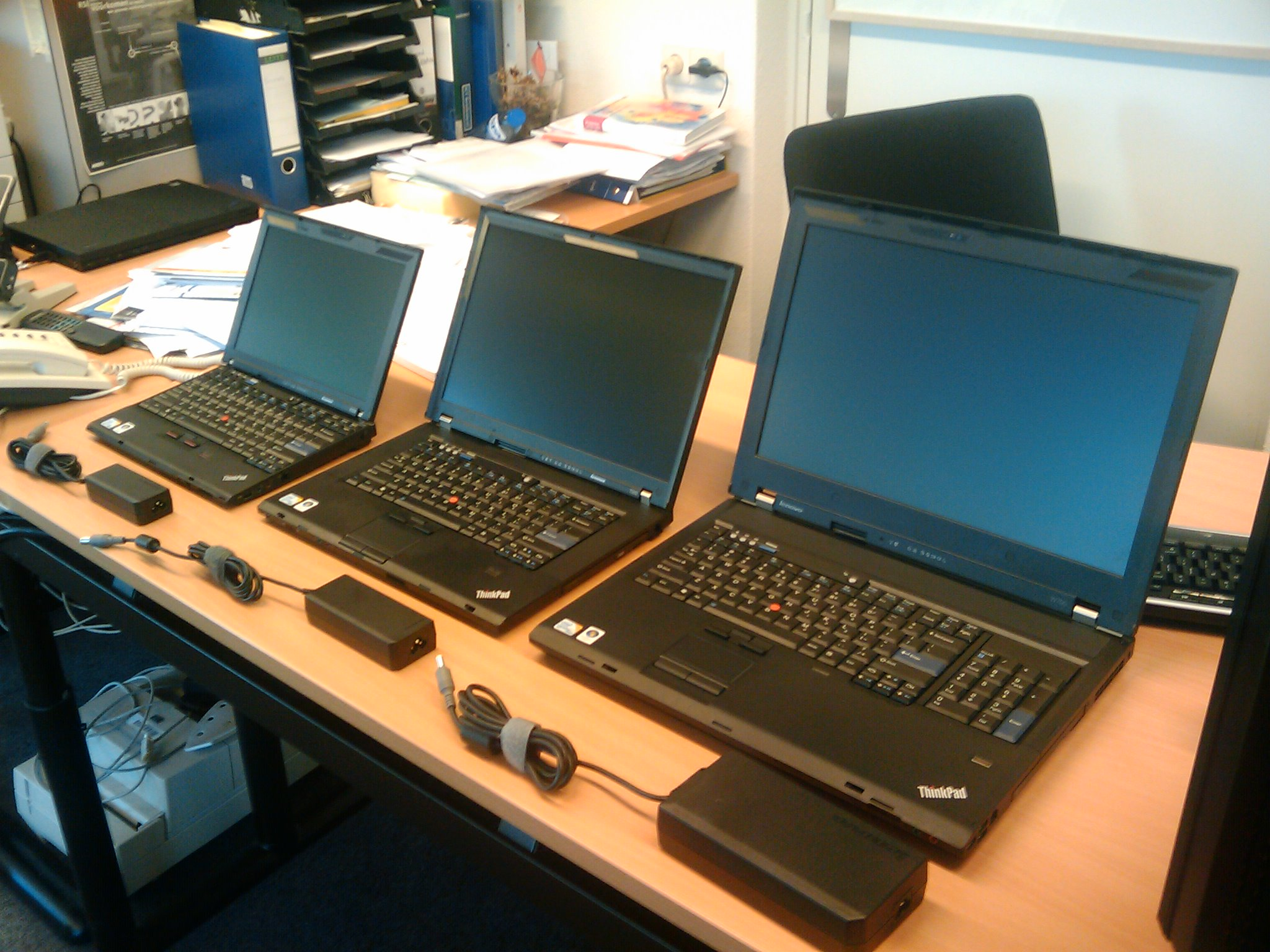
三种大小的Thinkpad。
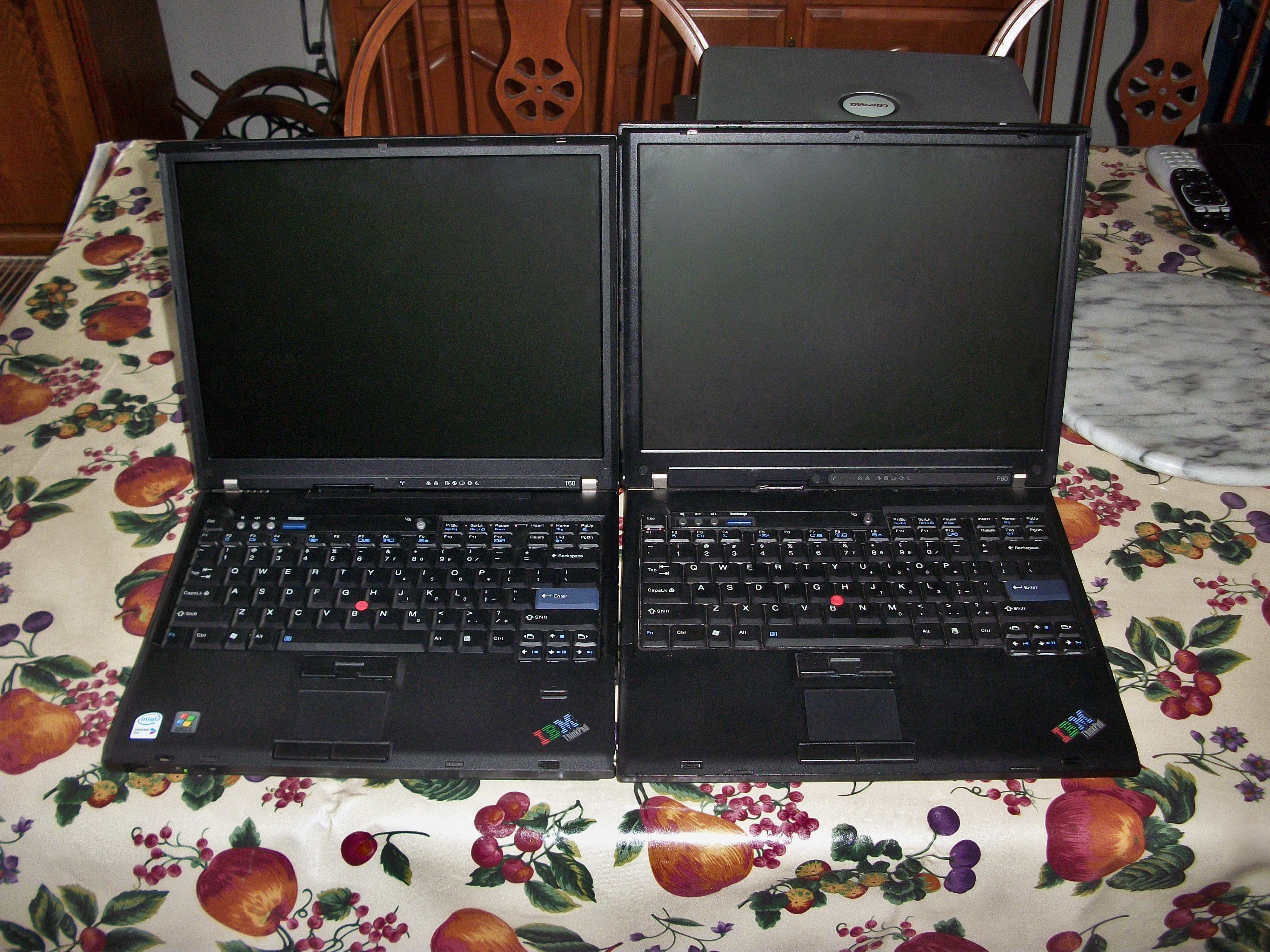
IBM Thinkpad T60 和 R60.
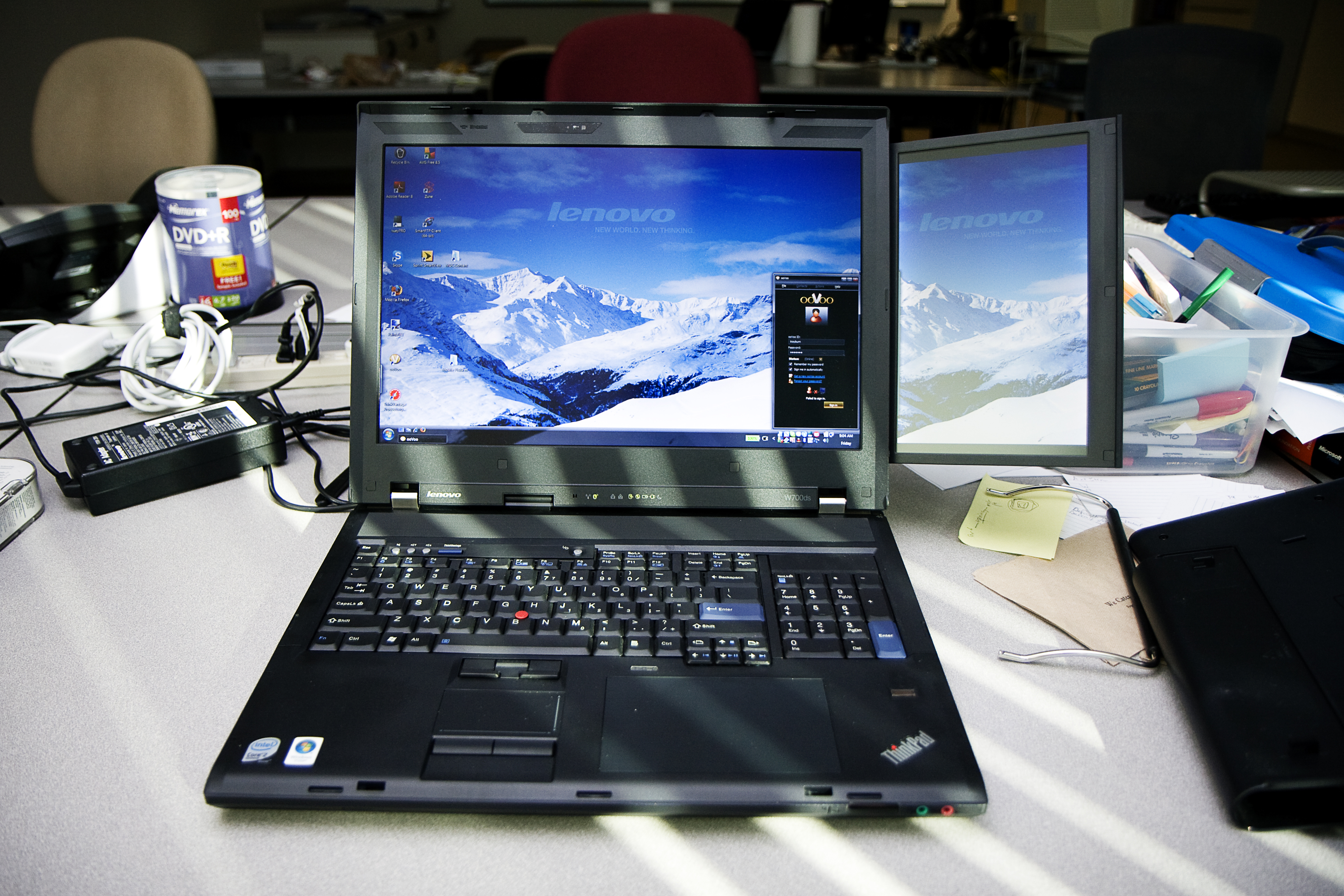
Thinkpad W700DS
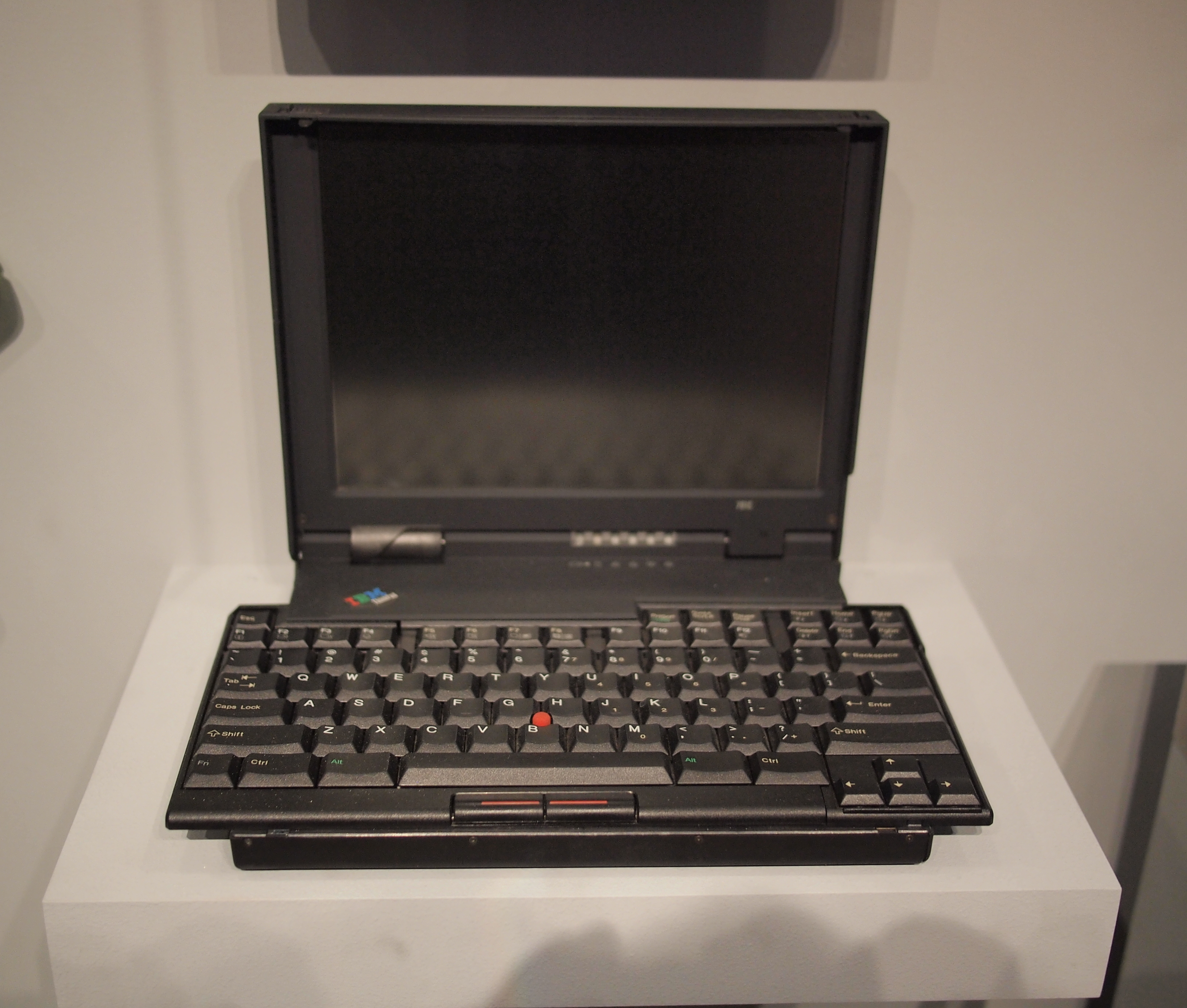
Thinkpad 701C
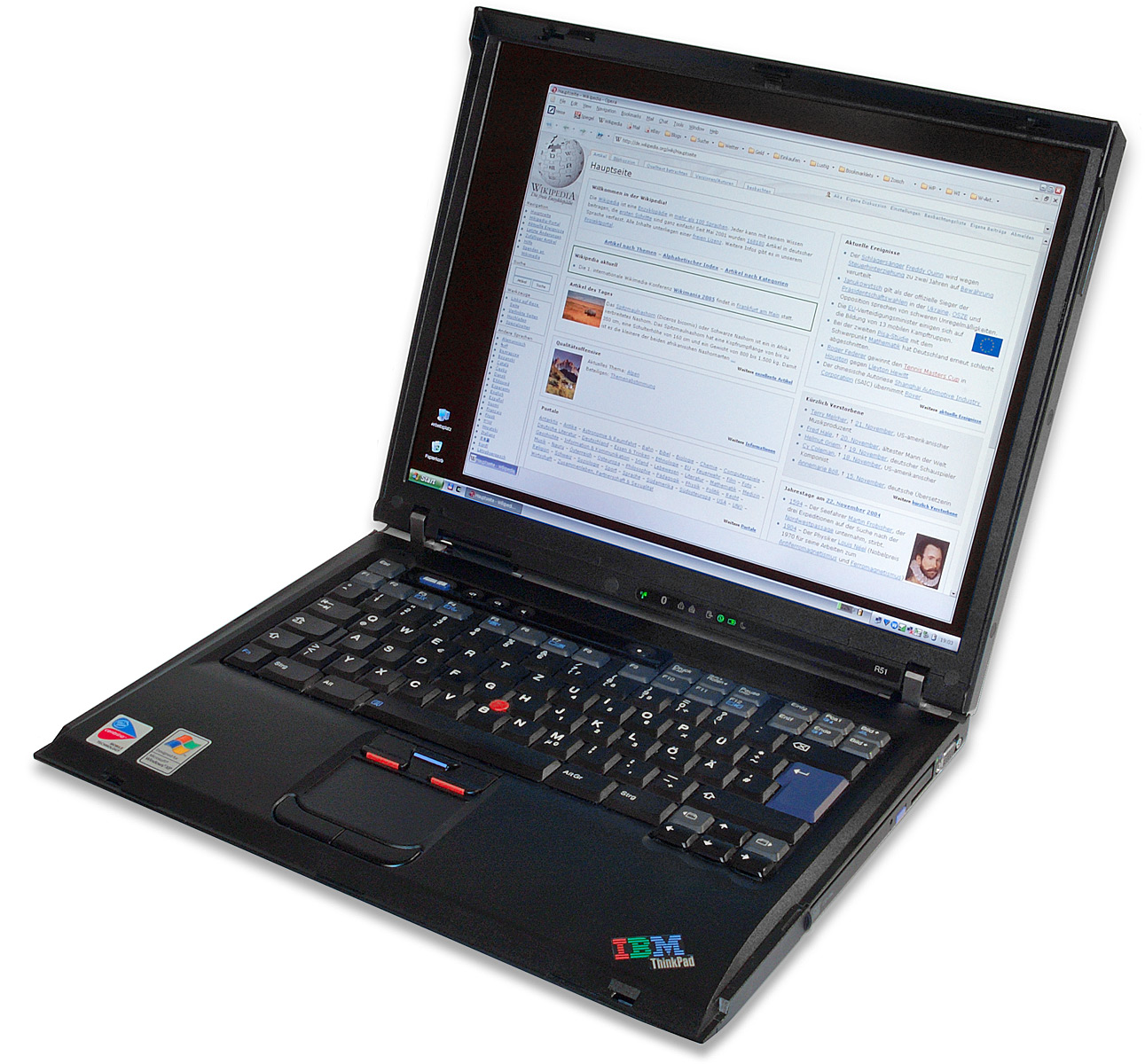
IBM ThinkPad R51
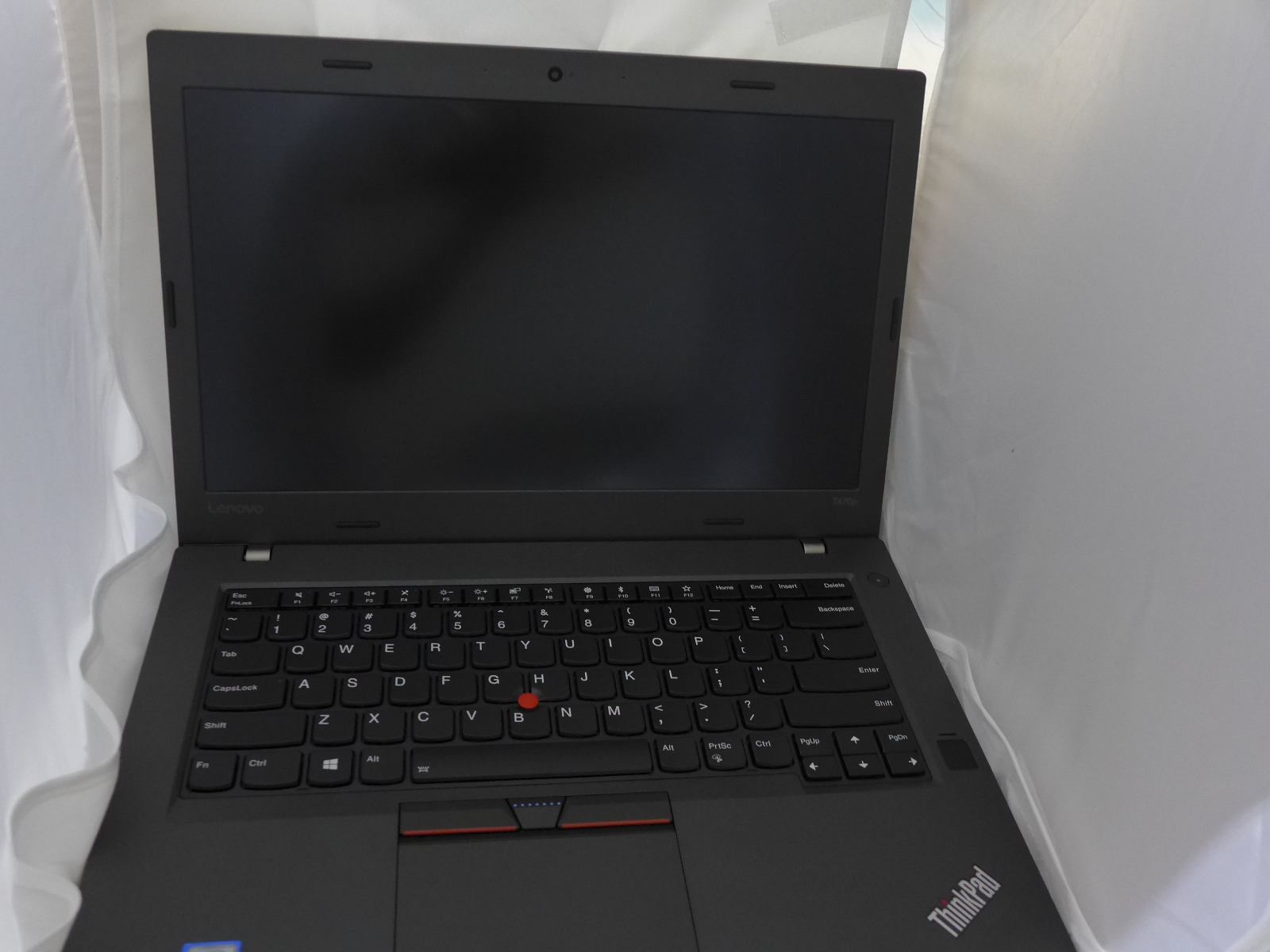
ThinkPad T470p
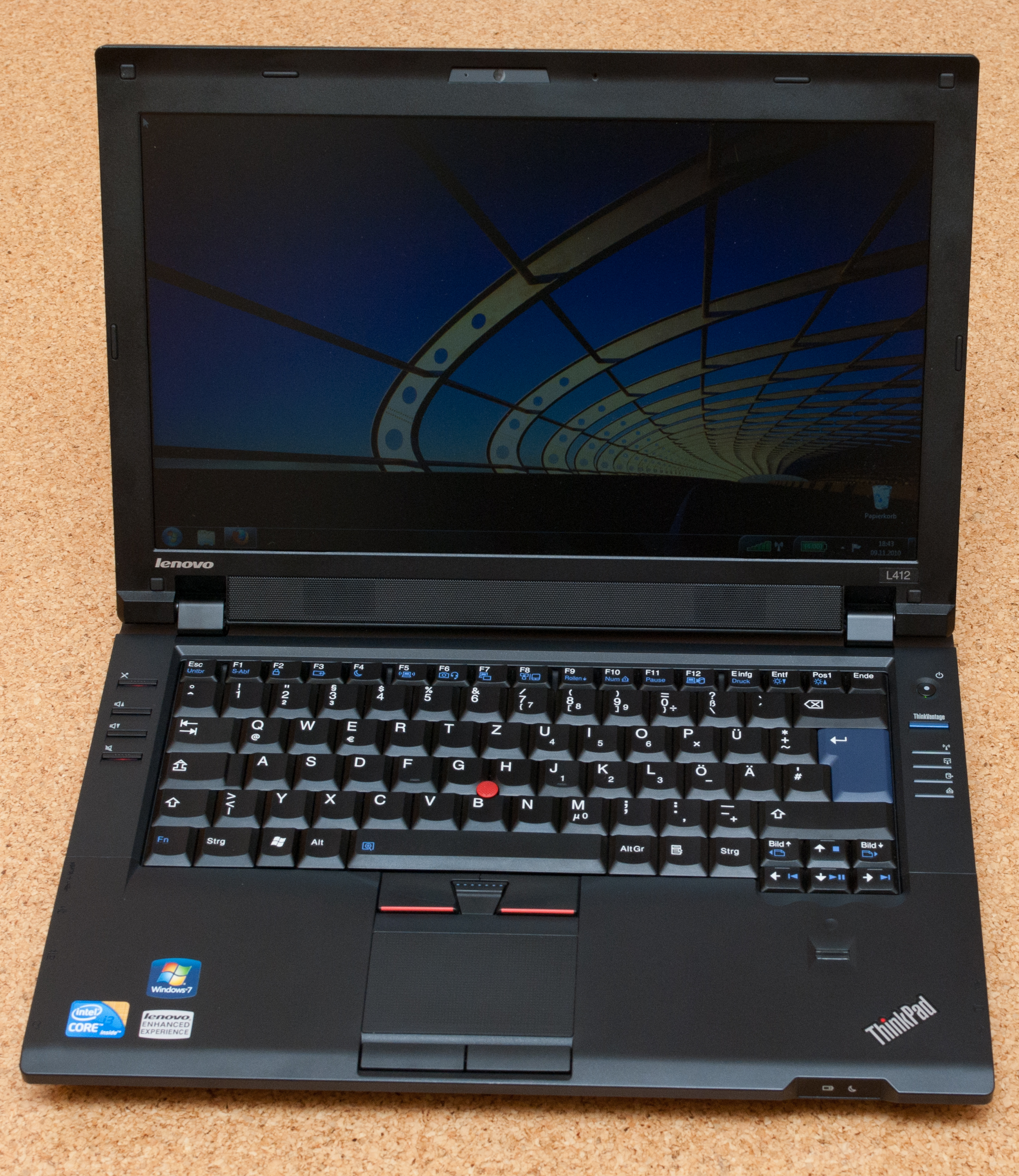
Thinkpad L412
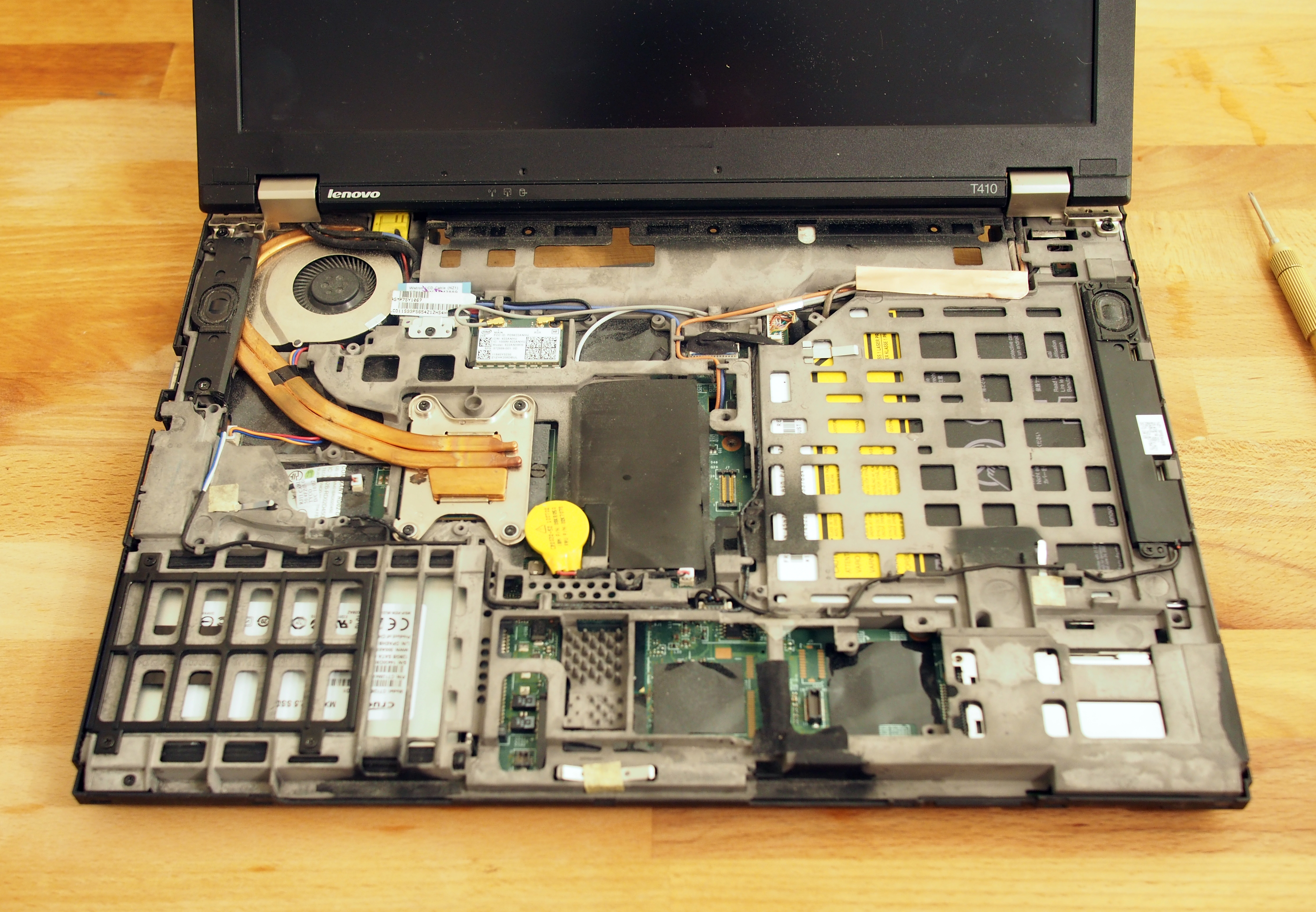
Thinkpad T410的内部结构
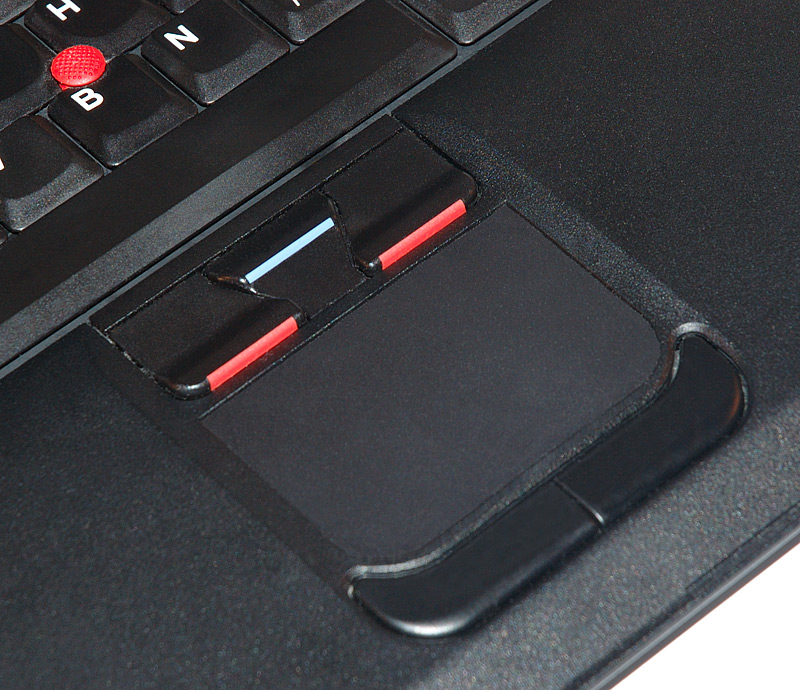
触摸板，名称为UltraNav。（低端R61e取消了触摸板。）
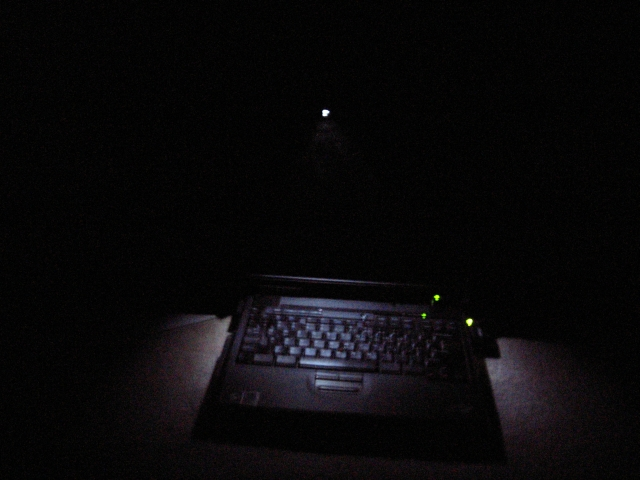
在Thinkpad A21p上的 ThinkLight
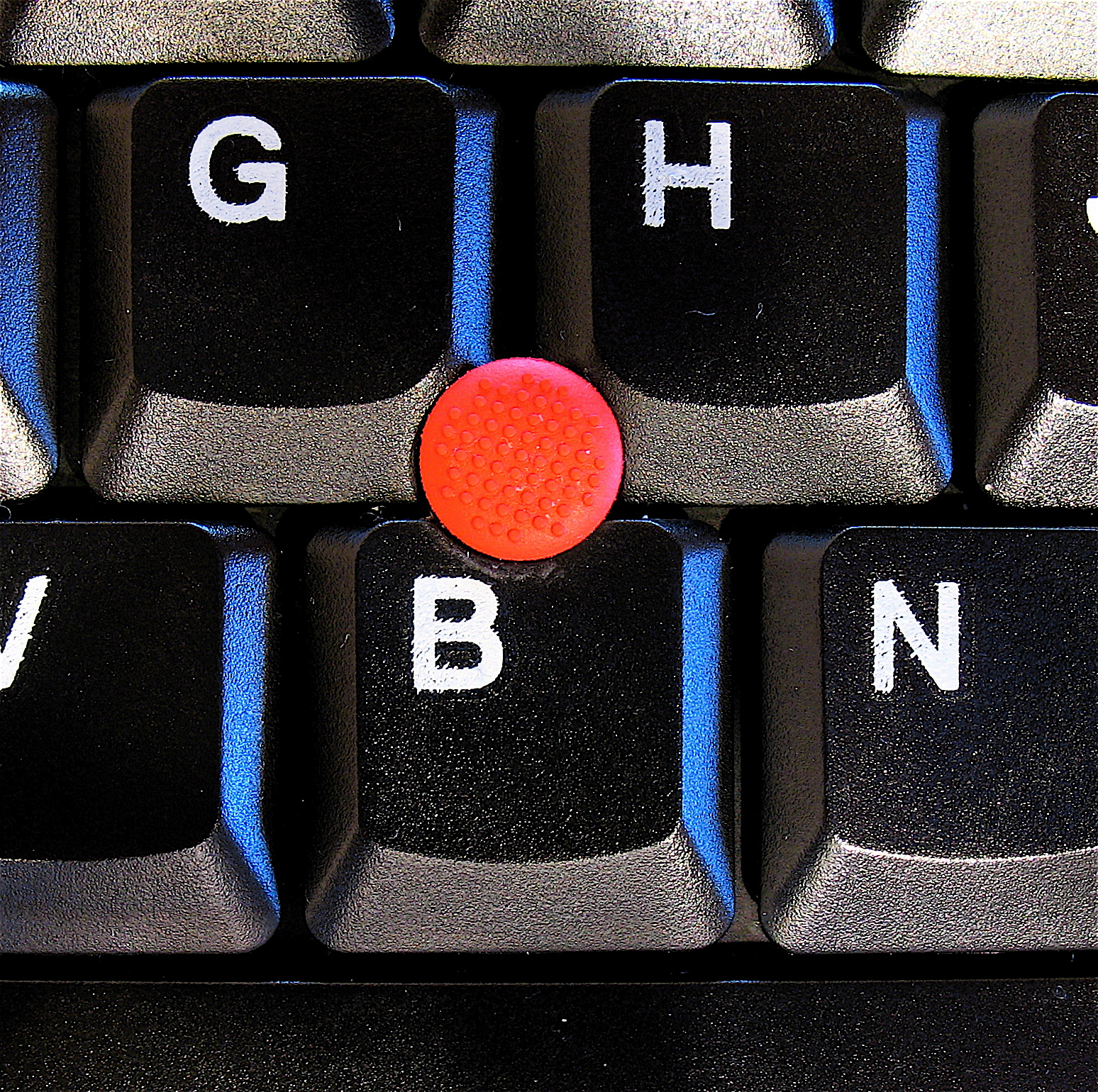
ThinkPad标志性的“小红点”TrackPoint
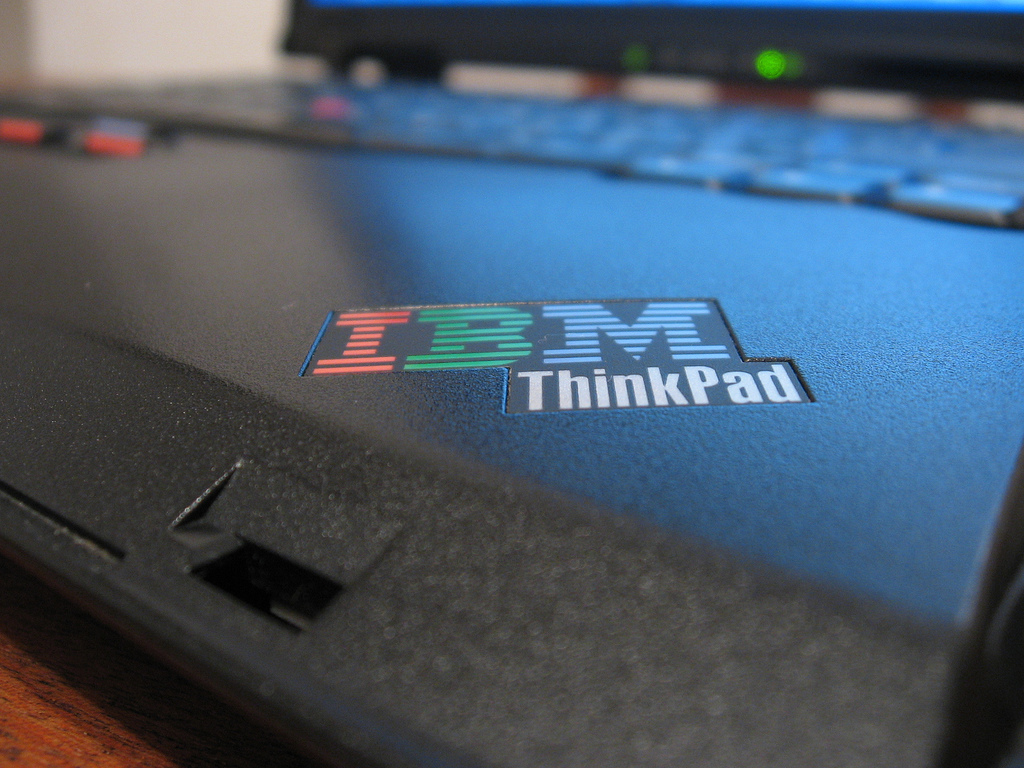
IBM时代的ThinkPad标志
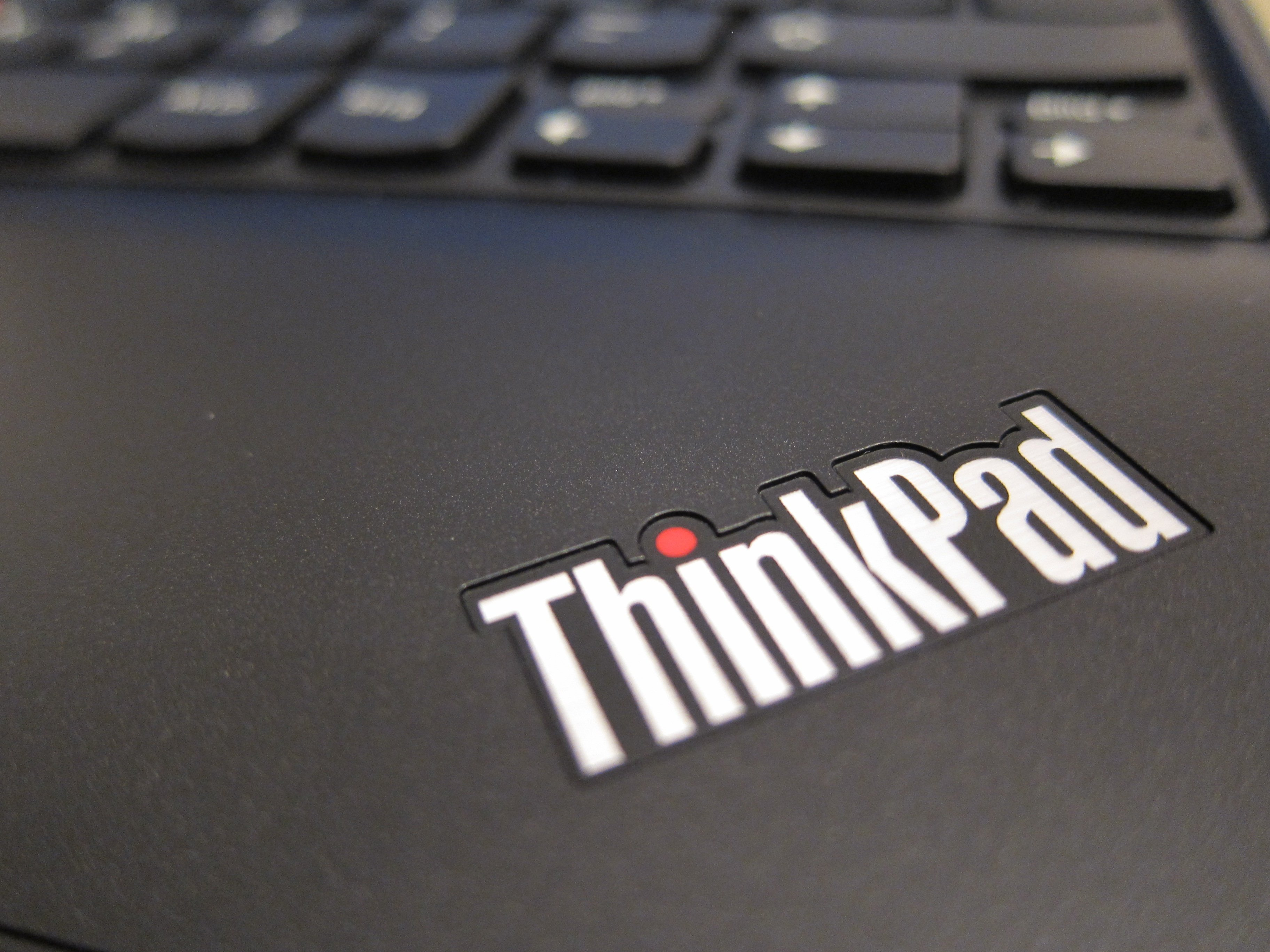
联想集团收购ThinkPad后的新标志